# Kyselina trichlorfenoxyoctová
Kyselina trichlorfenoxyoctová (2,4,5-T) je organochloridový pesticid, který proslul zejména jako jedna ze složek defoliantu Agent Orange, který byl masově nasazen americkou armádou během války ve Vietnamu.

## Vlastnosti
Jde o látku poměrně silně toxickou pro teplokrevné živočichy. K příznakům otravy 2,4,5-T patří anorexie, průjem a poruchy jater a ledvin.

## Výroba a kontaminace Spolany Neratovice
2,4,5-T se v letech 1965 až 1968 vyráběl v chemičce Spolana Neratovice, přičemž jako nežádoucí vedlejší produkty vznikaly velmi toxické dioxiny. Ty způsobily vážné onemocnění desítek zaměstnanců firmy, a proto byla výroba zastavena a kontaminované budovy přes 30 let chátraly.